# Bernhard Hartmann (Wirtschaftswissenschaftler)
Bernhard Hartmann (* 27. November 1916 in Halle (Saale); † 3. Mai 1989 in Frankfurt am Main) war ein deutscher Wirtschaftswissenschaftler und Betriebswirt.

## Leben
Zunächst studierte Hartmann Wirtschaftswissenschaften an der Universität Halle sowie an der Wirtschaftshochschule Berlin, 1940 schloss er sein Studium als Diplom-Kaufmann ab. 1942 wurde er promoviert, ab dem Wintersemester 1943/44 folgte das Studium der Rechtswissenschaft an der Universität Prag, wo er im Februar 1945 zum Dr. iur. promoviert wurde. Vom Wintersemester 1946/47 bis Sommersemester 1949 studierte er Philosophie und Psychologie an der Universität München, 1948 erfolgte die Bestellung zum Wirtschaftsprüfer, 1955 die Habilitation in Betriebswirtschaftslehre an der Universität München. Im gleichen Jahr übernahm Hartmann die Leitung des Deutschen Instituts für Fremdenverkehr an der Universität München und die Schriftleitung des „Jahrbuch für den Fremdenverkehr“. 1957 wurde er an die Technische Universität Berlin auf den Lehrstuhl für Allgemeine Betriebswirtschaftslehre berufen. 1963 trat er die Nachfolge von Konrad Mellerowicz an. Mit diesem Lehrstuhl war der Lehrbetrieb im Fach Elektronische Datenverarbeitung, integriert mit Mathematischer Entscheidungsforschung (Operations Research), verbunden. Mehrere Rufe an andere Universitäten lehnte Hartmann ab.

## Wirken
Hartmann lehrte schon seit Mitte der 1950er Jahre Datenverarbeitung in verschiedenen Lehrveranstaltungen und publizierte darüber. Auf Studienreisen in die USA mit Besuchen einschlägig tätiger Universitätsinstitute und von Unternehmen, die als innovative Anwender der ersten kommerziell genutzten Computer galten, wurde systematisch empirisches Material erfasst. Die 1961 erschienene Monographie „Betriebswirtschaftliche Grundlagen der automatisierten Datenverarbeitung“ ist das erste wissenschaftliche Werk, mit dem das Bewusstwerden eines spezifischen Problemfeldes dokumentiert wird, von dem ausgehend die Wirtschaftsinformatik entstand. Es ist daher angemessen, Hartmann als einen der Wegbereiter, Förderer und Begründer der Wirtschaftsinformatik anzusehen.

## Ehrungen
- 1983: Verdienstkreuz 1. Klasse der Bundesrepublik Deutschland

## Werke (Auswahl)
- Angewandte Bankbetriebsanalyse. 3. Auflage. Freiburg i. Br. 1985.
- Die Elektronische Datenverarbeitung in Lehre und Praxis. 2. Auflage. Berlin 1961.
- Der ausscheidende Gesellschafter in der Wirtschaftspraxis. 4. Auflage. Köln 1983.
- Betriebswirtschaftliche Grundlagen der Automatisierten Datenverarbeitung. 4. Auflage. Freiburg i. Br. 1979.
- Bankbetriebsanalyse. Freiburg i. Br. 1962.
- Preisbildung und Preispolitik. Stuttgart 1963.
- Kreditprüfung und -überwachung. Stuttgart 1963.
- Elektronische Datenverarbeitung für Klein- und Mittelbetriebe. 3. Auflage. Freiburg i. Br. 1970.
- Testamentvollstreckung und Nießbrauch zur Sicherung der Nachfolge des Einzelunternehmers. 2. Auflage. Köln 1983. (unter Mitarbeit von Bernd Aschfalk und geändertem Titel Testamentvollstreckung, Nießbrauch und Vorerbschaft zur Sicherung der Nachfolge des Einzelunternehmers im Zivil- und Steuerrecht)
- Der ausscheidende Gesellschafter in der Wirtschaftspraxis. 4. Auflage. Köln 1983.
- Chance und Risiko im Finanzgerichtsprozeß. Berlin / Bielefeld / München 1986. (unter Mitarbeit von Uwe Christians)